# スヴェイン・マティーセン
スヴェイン・マティーセン（Svein Mathisen, 1952年9月30日 - 2011年1月27日）は、ノルウェーのサッカー選手である。ローガラン県サウダ出身。ポジションはミッドフィールダー。

## 所属クラブ
- IKスタルト 1973-1989
- ハイバーニアンFC 1978